# Camillo Gualandi
Camillo Gualandi (falecido a 11 de fevereiro de 1609) foi um prelado católico romano que serviu como bispo de Cesena (1588–1609).

## Biografia
No dia 30 de março de 1588, Camillo Gualandi foi nomeado bispo de Cesena durante o papado de Sisto V. A 25 de abril de 1588, foi consagrado bispo por Giulio Antonio Santorio, cardeal-sacerdote de San Bartolomeo all'Isola, com Agapito Bellomo, bispo de Caserta, e Pietro Ridolfi, bispo de Venosa, servindo como co-consagradores. Serviu como bispo de Cesena até à sua morte a 11 de fevereiro de 1609.